# Полчин-Здрој
Полчин-Здрој (пољ. Połczyn-Zdrój) је град у Пољској у Војводству Западно Поморје у Повјату свидвињском. Према попису становништва из 2011. у граду је живело 8.616 становника.

## Становништво
Према прелиминарним подацима са пописа, у граду је 2011. живело 8.616 становника.
| 2002. | 2011. | 2012. |
| ----- | ----- | ----- |
| 8.822 | 8.616 | 8.529 |